# Arrhenius (cratera marciana)
Arrhenius é uma cratera marciana. Tem como característica 129 quilômetros de diâmetro. O seu nome é em homenagem ao químico sueco Svante Arrhenius.